# Mandíbulas faríngeas
Mandíbula faríngeal (ou mandíbula interna) se trata de uma segunda mandíbula que se localiza na garganta, ou faringe, de um animal, diferente das mandíbulas primárias. Acredita-se que foram originadas a partir de guelras modificadas
A maioria das espécies de peixes que possuem dentes faringeais não apresentam mandíbula faringeal. Uma exceção notável são as mandíbulas móveis das moreias que provavelmente se desenvolveram devido à incapacidade destes peixes de engolir suas presas através da pressão negativa pela boca. Como alternativa, a moreia primeiramente abocanha a presa com suas mandíbulas primárias e, logo em seguida, lança sua mandíbula faringeal a fim de prendê-la definitivamente, em seguida sua mandíbula interna leva a presa para seu esôfago permitindo que seja engolida.